# Scott Parker
Scott Matthew Parker (* 13. října 1980, Londýn, Anglie) je bývalý anglický fotbalista, po skončení aktivní kariéry fotbalový trenér. Byl též součástí anglického národního týmu, se kterým si zahrál mimo jiné na Euro 2012. Ve své kariéře hrál za 5 londýnských klubů a v Premier League nasbíral více než 300 startů.
Od roku 2019 do roku 2021 trénoval anglický klub Fulham. Od roku 2021 do roku 2022 působil jako trenér jiného anglického klubu AFC Bournemouth.

## Kariéra
Parker se narodil v londýnské čtvrti Lambeth a v deseti letech nastoupil do akademie Chaltonu. Do prvního týmu se dostal v roce 1997 a zůstal tam až do roku 2004. Celkem za Charlton odehrál 145 zápasů a vstřelil 10 gólů. Díky svým výkonům si vysloužil přestup do Chelsea FC, která za něj zaplatila 10 milionů liber. U Blues podepsal Parker smlouvu na čtyři a půl roku, jenže zde nakonec neodehrál ani 30 utkání. V sezoně 2004-05 Chelsea získala mistrovský titul, který je Parkerovi také počítán, ale v této sezoně odehrál pouhé 4 ligové zápasy. V létě 2005 se střední záložník stěhoval na sever - do Newcastlu za 6,5 milionu liber. Během tohoto angažmá odehrál třetí zápas za národní tým, ale od té doby se na soupisku Albionu nedostal. Až v roce 2011. Po dvou sezonách se Parker vrátil zpět do Londýna, kde ho koupil West Ham za 7 milionů. Zde odehrál výborné čtyři sezony, během kterých se stal oporou týmu, ale po sestupu v roce 2011 odešel do Tottenhamu, ke si ho vyhlédl trenér Harry Redknapp. Sezona 2011-12 se dá považovat za jeho životní, kdy se stal jasnou oporou Tottenhamu, který se během sezony nacházel na příčkách zajišťujících účast v Lize mistrů. Za své skvělé výkony se dostal zpět do reprezentace, kde odehrál v roce 2011 sedm utkání, a nakonec se dostal i do týmu pro Euro 2012. V létě 2013 přestoupil do Fulhamu, v pořadí již pátého londýnského klubu, za který hrál.

## Reprezentace
Scott Parker reprezentoval Anglii v každém výběru od 15 let. První zápas za Albion odehrál 16. listopadu 2003 proti Dánsku, když střídal v 66. minutě tehdy osmnáctiletého Wayna Rooneyho. V letech 2003-2006 odehrál pouhé 3 zápasy, až v roce 2011 se zařadil do základní sestavy a odehrál 7 utkání. V roce 2012 byl Royem Hodgsonem nominován na Euro, kde odehrál v základní sestavě všechna tři utkání ve skupině a pomohl k výhrám nad Ukrajinou, Švédskem a remíze s Francií. Ve čtvrtfinále proti Itálii odehrál 93 minut, poté byl vystřídán Jordanem Hendersonem, Anglie však nakonec vypadla na penalty 2-4.

## Úspěchy

### Charlton
- Football League First Division: 1999-00

### Chelsea
- Premier League: 2004-05

### Newcastle
- UEFA Pohár Intertoto: 2006

### Individuální
- Charlton Athletic - hráč roku: 2002-03
- West Ham - hráč roku: 2008-09, 09-10, 10-11
- Premier League hráč měsíce: únor 2011, leden 2011
- Anglický hráč roku: 2011
- Tým roku Premier League podle PFA – 2011/12[2]